# سوبر ماريو غالاكسي 2
سوبر ماريو غالاكسي 2 (بالإنجليزية: 2 Super Mario Galaxy؛ باليابانية: スーパーマリオギャラクシー2، سّوپّا ماريوه گيياراكوهشي تسو) هي لعبة فيديو جديدة والتتمة لللعبة المشهورة، سوبر ماريو غالاكسي. هذه لعبة اطلقت في 23 مايو، 2010 في أمريكا الشمالية، وفي 27 مايو، 2010 في اليابان، وفي 11 يونيو، 2010 في أوروبا.